# Goniatitida
Goniatitida, goniatyty – rząd wymarłych głowonogów z podgromady amonitów.
Większość goniatytów ma linię przegrodową typu goniatytowego, a znacznie rzadziej ceratytowego. Pojawiły się pod koniec wczesnego dewonu z rzędu Anarcestida, wymarły w u schyłku permu w tzw. kryzysie permskim. Szczyt rozwoju przypadał na dewon i karbon, w dewonie środkowym i w karbonie dominowały wśród amonitowatych.
Wiele gatunków ma duże znaczenie stratygraficzne. W Polsce najliczniejsze i najbogatsze stanowiska goniatytów występują w Górach Świętokrzyskich.
Ważniejsze rodzaje:
- Cheiloceras, Sporadoceras, Goniatites